# Torleif
Torleif  è un nome proprio di persona norvegese maschile.

## Varianti
- Maschili: Thorleif, Torleiv

## Origine e diffusione
Continua il nome norreno Þórleifr: esso è composto dal nome Þórr e da leifr ("erede", "discendente", da cui anche Leif, Gleb, Elof e Olaf), e significa quindi "discendente di Thor" (con riferimento al dio scandinavo Thor).

## Onomastico
Il nome è adespota, cioè non è portato da alcun santo, quindi l'onomastico ricade il 1º novembre ad Ognissanti.

## Persone

### Varianti Thorleif
- Thorleif Haug, sciatore nordico norvegese
- Thorleif Olsen, calciatore norvegese
- Thorleif Svendsen, calciatore norvegese